# Шимшир, Арал
Догухан Арал Шимшир (тур. Doğuhan Aral Şimşir; род. 19 июня 2002, Кёге, Дания) — турецкий и датский футболист, нападающий клуба «Мидтьюлланн» и сборной Турции до 21 года.

## Клубная карьера
Дебютировал в Суперлиге Дании 1 июня 2020 года в матче с «Хорсенс». В июле 2021 года заключил контракт с основной командой клуба. В Кубке Дании сыграл в матче с «ХБ Кёге».
В марте 2022 года отправился в аренду в норвежский «Йерв». Дебютировал в Элитесерьен 3 апреля 2022 года в матче со «Стрёмсгодсетом».

## Карьера в сборной
Выступал за национальные команды Дании. В 2022 году стал игроком сборной Турции до 21 года.